# Liceu Henrique IV
O Liceu Henrique IV (francês: Lycée Henri-IV) é uma instituição de ensino secundário e superior, localizada no 5.º arrondissement de Paris, no Quartier Latin. Acolhe mais de 2 600 estudantes, da faculdade às aulas preparatórias. A escola secundária é conhecida por seus excelentes resultados no bacharelado, a competição geral e exames de admissão às grandes escolas, e especialmente para as competições literárias (Escola Normal Superior de Paris, Escola Normal Superior de Lyon e Escola Normal Superior de Paris-Saclay; Escola Nacional de Chartes). É conhecido por seu elitismo baseado no mérito e por ter treinado muitos intelectuais, políticos, cientistas e personalidades francesas.
É também classificado como monumento histórico de alguns dos seus edifícios herdados da antiga abadia de Sainte-Geneviève, que datam do século XII ao XVIII: claustro, torre Clovis (antiga torre sineira), capela (antigo refeitório), gabinete das medalhas (antigo gabinete de curiosidades). Renovações realizadas por volta de 1996 revelaram vestígios da era carolíngia.
O lema da escola secundária é Domus Omnibus Una ("Uma casa para todos"), a dos monges agostinianos, cujo edifício era a sede. A instituição é conhecida como "a escola secundária na montanha" por sua posição dominante na montanha Sainte-Geneviève e pela abreviação "H4". Alunos do ensino médio e professores chamam a si mesmos de "ashquatrianos".